# Andreas Türck (Fernsehsendung)
Andreas Türck war eine Talkshow, die von 1998 bis 2002 im Nachmittagsprogramm des Fernsehsenders ProSieben ausgestrahlt wurde. Moderiert wurde die Sendung von Andreas Türck. Es wurden über 850 Folgen der Sendung ausgestrahlt. Wenige Monate nach ihrer Absetzung wurde die Sendung mittags in Wiederholung erneut ausgestrahlt. Produziert wurde die Sendung durch die zu Axel Springer AG gehörende Schwartzkopff TV-Productions. Sie war bis zu ihrer Einstellung ein wesentliches Element der auf drei Talkshows beruhenden Programmstruktur von ProSieben am wochentäglichen Nachmittag. Ihre Einstellung zog eine weitreichende Umstrukturierung des Programmschemas nach sich.

## Konzept der Sendung
Die Dauer der Sendung betrug circa 50 Minuten. Sie wurde sendertypisch von mehreren Werbepausen unterbrochen.
Die Produktion erfolgte in einem Studio vor größerem Publikum. Im Regelfall wurden diesem nacheinander mehrere Gäste vorgestellt die jeweils individuelle Besonderheiten in ihrer Lebensführung, ihrer Biografie oder ihren sozio-kulturell bedingten Überzeugungen hatten. Häufig waren einzelne Gäste miteinander biografisch verbunden und trugen Konflikte aus ihrem Alltagsleben vor dem Publikum aus.
Im Regelfall fanden in der Sendung laute Wortgefechte zwischen den Gästen und/oder dem Publikum statt. Wie bei anderen Nachmittagstalkshows kamen die Themen meist aus den Niederungen menschlichen Zusammenlebens. Jede Sendung stand unter einem Thema unter dem der Auftritt der einzelnen Gäste subsumiert wurde.
Typische Sendungstitel sind beispielsweise Kapier’s endlich, dein Schwarm will dich nicht!, Scheiß Emanze! Zurück zum Herd., Frauen sind dümmer als Männer. Heute beweis’ ich es euch. oder Hilfe Andreas, mein Freund ist in einer Gang!.
Nach einer kurzen thematischen Einleitung durch den Moderator widmete sich dieser zunächst einzelnen Gästen. Bei den Gesprächen mit den diesen folgenden Gästen wurden Gesprächsbeiträge der zuerst Interviewten gefördert, um eine emotionalisierte Gesamtsituation zu schaffen. Redebeiträge des Publikums wurden aus dem gleichen Grund systematisch in den Ablauf integriert. Der Moderationsstil trug zu der gewünschten Emotionalisierung ebenfalls bei.

## Kritiken
„[...] Türck hat es nicht leicht; er ist die niedliche Pufferzone zwischen der schnuckeligen Arabella und der niedlichen Nicole, ein trockener Knochen zwischen zwei saftigen Filet-Stücken. Und was stellt er nicht alles an, um locker zu erscheinen. Er putzt sich die Nase mit dem Unterarm ab und lacht über seine eigenen Witze. Sogar bei ergreifenden Themen wie ‚Ich liebe meine Schwester! Warum dürfen wir nicht heiraten?‘. Doch nun will sich Andreas Türck ein neues Image zulegen, so in Richtung Beckmann und Jauch. Die nächsten 750 Sendungen sollen beweisen, was er wirklich kann. [...]“

## Sonstiges
- Anfang des Jahres 1999 wurden in der deutschen Medienpolitik Stimmen laut, die forderten, „Schmuddeltalkshows im Fernsehen ins Abendprogramm zu verbannen“. Andreas Türck galt als eines der Beispiele für nachmittägliche Talkshows, die aufgrund des zunehmenden Konkurrenzdruckes zwischen damals zwölf tagsüber gesendeten Talkshows zunehmend auf „Dirty Talk“ setzten.[6]
- Im Jahr 2000 wurde bekannt, dass Türck bestrebt war, zukünftig seine von Schwartzkopff TV gefertigte Sendung Andreas Türck selbst zu produzieren. ProSieben kam diesem Wunsch nicht nach.[7]